# Gaston Rébuffat
Pour les articles homonymes, voir Rebuffat.
Pas d'image ? Cliquez ici
Gaston Rébuffat, né le 7 mai 1921 à Marseille et mort le 31 mai 1985 à Bobigny, est un alpiniste français, notamment membre de l'expédition française à l'Annapurna de 1950, guide de haute montagne, écrivain et cinéaste.

## Biographie
Gaston Rébuffat découvre l'escalade dans les calanques de Marseille (notamment l'escalade artificielle avec pitons, mousquetons et étriers) puis, à seize ans, il s'inscrit au Club alpin français (section Haute-Provence) avec lequel il découvre la haute montagne et fait la connaissance d'Henri Moulin qu'il considère comme « son grand frère de l'alpinisme ». Il découvre ensuite les Alpes et le massif du Mont-Blanc qui devient son terrain de jeu.

« Pendant des années, tandis que j'habitais Marseille, j'ai rêvé d'ascensions. Chaque hiver, j'attendais le mois de juillet avec impatience. Enfin, c'était le départ pour Ailefroide ou pour Chamonix. Je passais quelques journées sur les cimes, puis, un an encore, il me fallait attendre. Alors, un jour, décidant de vivre en montagne, je devins guide. »

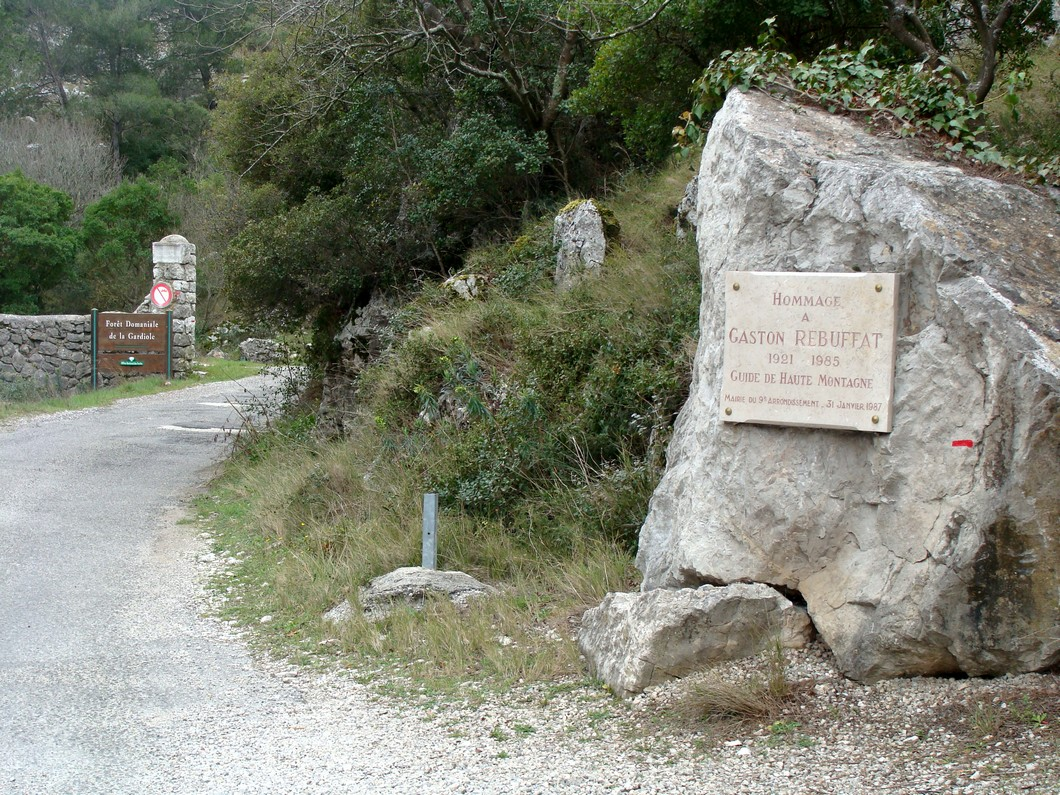
Plaque à la mémoire de Gaston Rébuffat dans le massif des calanques de Marseille.

En 1940, il s'engage à Jeunesse et Montagne où il rencontre Lionel Terray qui devient son ami. C'est dans le centre « École, jeunesse et montagne » du Valgaudemar que la passion des montagnes s'ancre profondément en lui.
Il déménage ensuite pour Chamonix où il travaille dans la ferme de son ami Lionel Terray, en attendant d'être coopté à la Compagnie des guides de Chamonix.
En 1942, Gaston Rébuffat réussit son brevet de guide de haute montagne malgré son jeune âge (21 ans alors que l'âge requis était de 23 ans). Il poursuit son activité de moniteur à « Jeunesse et montagne », et en 1944 devient instructeur à l'École nationale d'alpinisme, ainsi qu'à l'École militaire de haute montagne. En juin 1945, il intègre la prestigieuse Compagnie des guides de Chamonix sous la tutelle d'Alfred Couttet. Il devient alors le troisième « étranger » de la Compagnie, après Roger Frison-Roche et Édouard Frendo, alors que, traditionnellement, il fallait être né dans la vallée pour pouvoir y entrer. Modeste skieur, il est guide à la belle saison, mais au lieu d'être moniteur de ski l'hiver, il s'essaie à l'écriture.

« Je pris possession de mon métier de guide […] Il me sembla devenir tout à fait le capitaine de mon existence. »

« Je comprends mieux la raison qui nous pousse vers les grandes voies et les ultimes premières : ne pas se contenter de mettre les pieds dans les traces creusées par l'effort des pionniers. Être digne de l'héritage. »

Fils d'une modeste couturière et marié à la fille de l'architecte René Darde, sa belle-famille lui fait comprendre qu'il doit lui assurer un bon train de vie, si bien qu'il choisit des clients fortunés pour réaliser ses « premières ».
Il participe à la première ascension de l'Annapurna en 1950 avec, entre autres, Jean Couzy, Lionel Terray, Maurice Herzog, Louis Lachenal, Marcel Ichac, Marcel Schatz, Jacques Oudot et Francis de Noyelle. Cet exploit restera une étape difficile de sa vie. Il n'est pas allé jusqu'au sommet, mais, avec Terray, il a secouru Lachenal et Herzog en perdition. Comme Lachenal, et contrairement à Herzog, il ne se sentait investi d'aucune mission patriotique ni mystique en gravissant ce sommet. Cet exploit lui valut à titre collectif avec les autres membres de l'équipe le Prix Guy Wildenstein de l'Académie des sports la même année, décerné « à un groupement sportif dont la carrière ou l'œuvre d'éducation physique et sportive constituent un exemple ». Il ne put raconter sa propre version de l'expédition d'Annapurna, le Comité de l’Himalaya ayant par contrat interdit aux membres de l'expédition d'en faire des récits : seuls des récits officiels, comme Annapurna premier 8 000 de Maurice Herzog, étant autorisés.
En 1958, il est le réalisateur dédié à la montagne dans le film de Walt Disney Pictures, Le Troisième Homme sur la montagne (1959), tourné à Zermatt en Suisse, au pied du Cervin.
Principalement résident à Chamonix, il est aussi un hôte assidu de Sainte-Maxime, ville natale de son épouse.

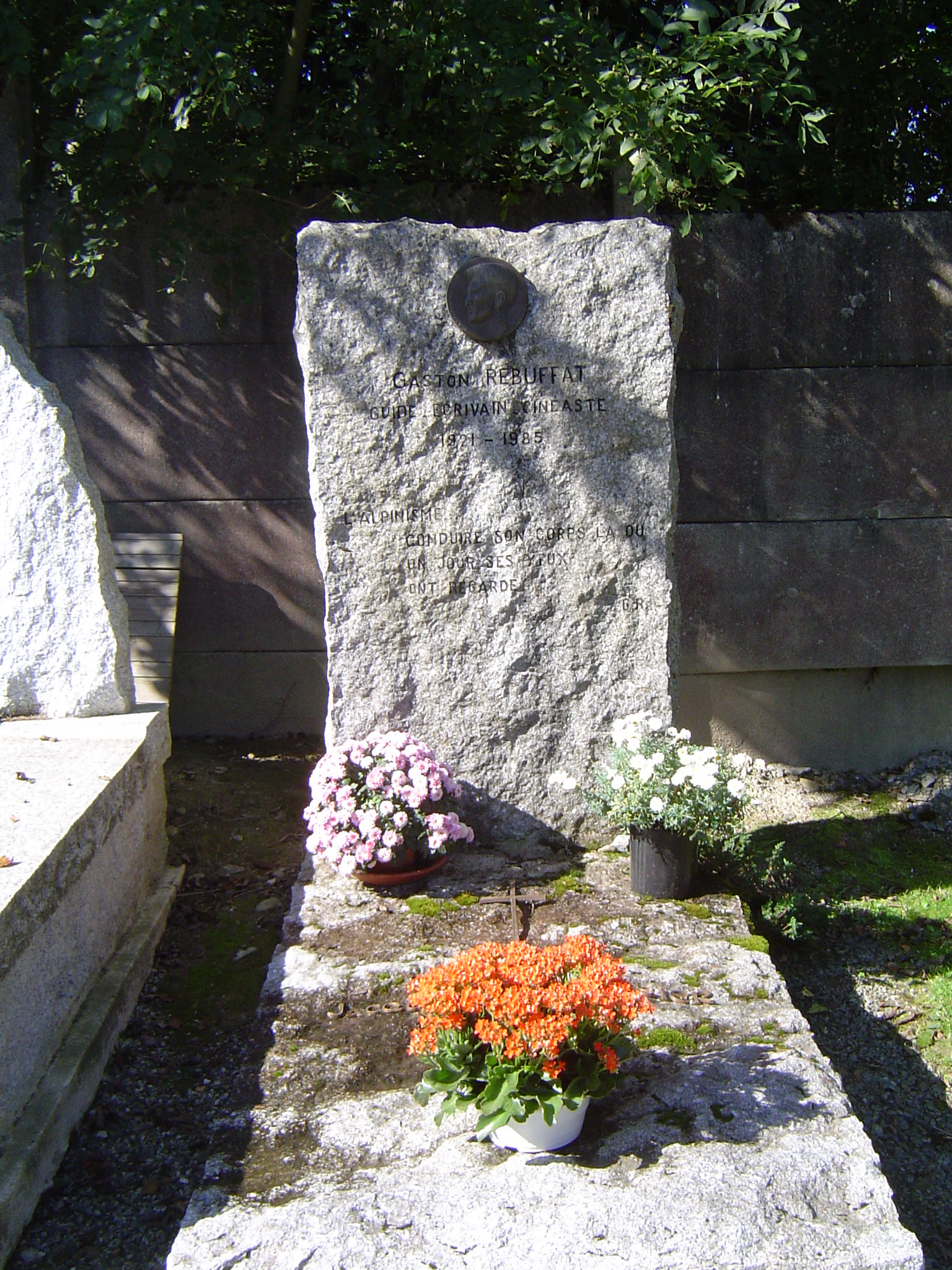
La tombe de Gaston Rébuffat dans le cimetière de Chamonix-Mont-Blanc.

Un an avant sa mort d'un cancer, en 1984, il est fait officier de la Légion d'honneur.
La photographie de Gaston Rébuffat debout sur le gendarme du pic de Roc fait partie des 116 photographies choisies pour représenter l'Humanité et la Terre au sein du programme Voyager en 1977.
Auteur de nombreux ouvrages sur la montagne dont certains à but pédagogique, il œuvre pour la vulgarisation des techniques d'alpinisme et du milieu montagnard qui suscite de nombreuses vocations chez les plus jeunes. Également conférencier, Gaston Rébuffat fait découvrir le monde de l'altitude dans les régions de France grâce aux projections dans le cadre des conférences « Connaissance du Monde ».

## Ascensions
Plusieurs de ces ascensions ont été réalisées avec Lionel Terray, Édouard Frendo ou le violoncelliste et humoriste Maurice Baquet.
- Première ascension de l'arête Sud-Ouest intégrale de l'aiguille des Pélerins (1943)
- Seconde ascension de l'éperon Frendo à l'aiguille du Midi (1943)
- Première ascension de l'arête Est du pic de Roc (1944)
- Première ascension de la face Nord-Ouest du Grand pic de Belledonne (1944)
- Seconde ascension de l'éperon Walker aux Grandes Jorasses (1945)
- Première ascension de la face Nord de la Dent du Requin (1945)
- Quatrième ascension de l'éperon Croz aux Grandes Jorasses (1947)
- Première ascension de la face est de l'aiguille de la Brenva avec Jean Deudon et Bernard Pierre (1948).
- Première ascension de la face Sud de l'aiguille du Midi (1956)
- Pilier Bonatti aux Drus (1961)

## Œuvres de Gaston Rébuffat

### Livres
- Calanques, avec Gabriel-M. Ollive, Arthaud, Collection Belles Pages.
- L'Apprenti montagnard, Les cinquante plus belles courses graduées du massif du Mont-Blanc, coll. « Grands Vents », éditions Vasco, Paris, 1946.
- Étoiles et tempêtes, Éditions Arthaud, 1954.
- Du Mont-Blanc à l'Himalaya, Éditions Arthaud, Collection Belles Pages, 1955.
- La Piste des cimes, Éditions Spes, 1961.
- Entre Terre et Ciel, Éditions Arthaud, 1962, album du film homonyme.
- Mont-Blanc, jardin féerique, Librairie Hachette 1962 & Éditions Guérin 2003.
- Un guide raconte..., Éditions Hachette, 1964
- Glace, Neige et Roc, Éditions Hachette
- Cervin, cime exemplaire
- Cervin, Belle époque, Édition Grand Vents, 1983
- La Montagne est mon domaine, Éditions Hoëbeke, collection Retour à la montagne 1994.
- Calanques, Saint-Baume, Sainte-Victoire - Les 400 plus belles escalades et randonnées, Éditions Denoël, 1980.
- Chamonix Mont-Blanc 1900, Éditions Grands Vents, 1983.
- À la rencontre du soleil, Édition Sélection du Reader's Digest, 1971.
- Les 100 plus belles courses - le massif du Mont-Blanc, Éditions Denoël, 1973.
- Les 100 plus belles courses - le massif des Écrins, Éditions Denoël, 1975.
- Les 100 plus belles courses et randonnées - les Calanques, massif de la Sainte Baume et Sainte Victoire, Éditions Denoël, 1980.

### Films
- 1953 : Des hommes et des montagnes, court métrage documentaire de Jean-Jacques Languepin et Gaston Rébuffat
- 1953 : Flammes de pierres tourné en 1953.
- 1955 : Étoiles et Tempêtes réalisé en 1955 par Gaston Rébuffat, images de Georges Tairraz avec Maurice Baquet. Film en couleurs, Grand Prix du festival de Trente.
- 1961 : Entre Terre et Ciel réalisé en 1961 par Gaston Rébuffat, images de Georges Tairraz et Pierre Tairraz. Film en couleurs, Grand Prix du 10e festival international du film de montagne et d'exploration de Trente, en Italie.
- 1974 : Les horizons gagnés réalisé en 1974 par Gaston Rébuffat, images de René Vernadet.

### Filmographie
- Le Monde de Gaston Rébuffat, film documentaire réalisé par Gilles Chappaz et Denis Steinberg. Une co-production Seven Doc, MedeO et France 3 Rhône-Alpes-Auvergne. Sorti en 2010.